# Občina Medvode
Občina Medvode je ena od občin v Republiki Sloveniji z okoli 17.000 prebivalci in središčem v Medvodah.

## Nastanek lokalne samouprave na Kranjskem
Zametki nekoliko modernejše lokalne samouprave na Slovenskem, ki so se v določeni meri skozi čas uspeli ohraniti do danes, segajo v leto 1849. Namreč, 17. marca 1849 je bil potrjen Provizorični zakon o občinah, ki je v veliki meri vplival na nastanek samoupravnih, upravnih, političnih in krajevnih občin.
Ozemlje Slovenije je bilo leta 1868 razdeljeno na dežele: Kranjsko, Štajersko, Istro, Goriško in Koroško. Območje današnjega Prekmurja je spadalo v okvir ogrskega dela države, kjer se je upravna ureditev nekoliko razlikovala od avstrijske. Dežela Kranjska je imela leta 1854 478.299 prebivalcev in 501 občino, vključno z deželnim glavnim mestom Ljubljana, ki je bila statutarna občina. Okraj Ljubljana okolica je vključeval 24 občin, med katerimi je bila tudi občina Medvode. Leta 1854 je v okraju Ljubljana okolica živelo 33.562 prebivalcev oz. povprečno 1.345 prebivalcev v vsaki izmed 24-ih občin.
Iz pregleda statističnih podatkov za deželo Kranjsko je razvidno, da je občina Medvode leta 1869 obsegala 24 naselij (Dol, Draga, Goričane, Golo Brdo, Gosteče, Govejek, Ladja, Zgornja Senica, Preska, Pungert, Rakovnik, Žlebe, Seničica, Studenčice, Svetje, Zbilje, Tehovec, Trnovec, Topol, Spodnja Senica, Vaše, Brezovica, Sora, Medvode), leta 1910 pa 19 naselij (Brezovica, Goričane, Golo Brdo, Govejek, Ladja, Zgornja Senica, Preska, Rakovnik, Seničica, Studenčice, Svetje, Zbilje, Tehovec, Topol, Trnovec, Spodnja Senica, Vaše, Žlebe, Medvode).

## Obdobje med obema svetovnima vojnama

### Obdobje Kraljevine Srbov, Hrvatov in Slovencev
Po koncu prve svetovne vojne je ozemlje Slovenije spadalo v okvir Kraljevine Srbov, Hrvatov in Slovencev. Prva Jugoslavija je, od ustanovitve leta 1918 do njenega konca v času druge svetovne vojne, veljala za zelo centralizirano državo. Pri poimenovanju upravnih enot pa so se oblasti spretno izogibale uporabi nacionalnih oz. »plemenskih« oznak.
V ustavi Kraljevine SHS, ki jo je sprejela ustavodajna skupščina 28. junija 1921 in ki jo je prestolonaslednik Aleksander istega dne tudi razglasil, je bilo določeno, da se uprava v kraljevini izvršuje po oblasteh, okrogih oz. okrožjih, srezih oz. okrajih in občinah. V ustavi je bilo posebej predvideno, da mora vlada podati predlog zakona o razdelitvi države na oblasti in ureditvi oblasti v roku štirih mesecev. Toda v navedenem roku predlog zakona ni bil podan in zato je Ministrski svet oz. vlada izdal, dne 26. aprila 1922, Uredbo o razdelitvi države na oblasti. V skladu s sprejeto uredbo se je država razdelila na 33 oblasti, ki so bile poimenovane po svojih središčih. Na področju Slovenije sta bili ustanovljeni Ljubljanska oblast (s sedežem v Ljubljani) in Mariborska oblast (s sedežem v Mariboru). Slovensko ozemlje je bilo razdeljeno na dve oblasti predvsem zato, ker je bilo predvideno, da oblasti ne bi imele več kot 800 tisoč prebivalcev.
Pri oblikovanju občin v Kraljevini SHS ni prišlo do večjih sprememb. Tako so še naprej obstajale občine, ki so bile oblikovane že v obdobju Avstro-Ogrske monarhije. Leta 1921 je bilo na območju Slovenije oz. dveh oblasti 1073 občin. Občina Medvode je štela 2.529 prebivalcev in v upravni strukturi je spadala v ljubljanski okraj, ki je štel 65.349 prebivalcev.

### Obdobje Kraljevine Jugoslavije
6. januarja 1929 je kralj Aleksander izdal proklamacijo, s katero je odločil, da se razveljavlja ustava Kraljevine SHS, z dne 28. junija 1921. Že isti dan je kralj izdal Zakon o kraljevski oblasti in o vrhovni državni upravi, s katerim se je sam razglasil za nosilca celotne oblasti v državi. Ko so uredbe stopile v veljavo je občina ostala edina samoupravna enota v državi. Po uvedbi šestojanuarske diktature se je država preimenovala iz Kraljevine SHS v Kraljevino Jugoslavijo. Poleg spremembe naziva države se je uveljavila tudi nova upravna razdelitev na devet banovin: Dravska (sedež v Ljubljani), Savska, Vrbaška, Primorska, Drinska, Zetska, Donavska, Moravska in Vardarska. Navedene banovine so se (razen Primorske banovine) imenovale po rekah. Izmed vseh naštetih banovin je bila po površini Dravska banovina najmanjša banovina Jugoslavije in je merila 15.849 km2 ali 6,40 odstotka celotne državne površine.
Spremembe na področju občinske organizacije in uprave so se začele izvajati s sprejetjem Zakona o občinah leta 1933. Omenjeni zakon je opredeljeval, da mora vsaka občina imeti vsaj 3000 prebivalcev. V skladu z zakonom je bila tako izvedena komasacija občin in njihovo število se je zmanjšalo od približno 1000 na približno 400. Zakon je sicer določal tudi izjemne primere, v katerih so občine lahko imele manj kot 3000 prebivalcev (terenske razmere ipd.). Občina je v zakonu bila opredeljena kot naravna in gospodarska celota, ki zajema določen del ozemlja.
Dne 31. marca 1931 je bil v Kraljevini Jugoslaviji izveden popis prebivalstva. Po podatkih popisa je srez oz. okraj Ljubljana–okolica imel 60.806 prebivalcev. V navedenem popisnem rezultatu ni bilo vključeno območje Velike Ljubljane oz. Mesta Ljubljana, ki je spadalo v lasten srez. Srez Ljubljana–okolica je bil sestavljen iz 37 občin, med katerimi je bila tudi občina Medvode, z 2.858 prebivalcev. V 37-ih občinah oz. v srezu Ljubljana–okolica je prebivalo skupaj 79.519 prebivalcev. V srezu je bila gostota naseljenosti 67 prebivalcev na km2, v občini Medvode pa je, podobno kot v drugih občinah (Dobrova, Grosuplje, Horjul, Log, Št. Jurij, Vrhnika ipd.), na kvadratnem kilometru površine živelo povprečno 50-75 prebivalcev. Takšna gostota poselitve se je najbolj ujemala s splošnim povprečjem v srezu Ljubljana-okolica. Največja gostota prebivalstva je bila v jedru občine oz. v dolini ali na plodni ravnini, saj je bilo obrobje občine hribovito in pogosto pokrito z gozdnimi površinami.
Po izvršeni reorganizaciji oz. komasaciji je občina Medvode še naprej spadala v ljubljanski srez, v katerem je bilo skupaj 24 občin. Velikost občine Medvode je ostala nespremenjena, toda v ljubljanskem srezu se je število občin zmanjšalo z 37 na 24 občin. Po končanem postopku komasacije se je v Dravski banovini število občin zmanjšalo s 1072 (leta 1931) na 362 občin (leta 1933). Leta 1934 pa je prišlo do manjše spremembe, saj so bile dodatno ustanovljene še štiri občine in njihovo skupno število se je povečalo na 366.
V občini Medvode, ki je obsegala površino 4439 hektarjev, je v 528 stanovanjskih objektih živelo 2.855 prebivalcev. Poseljenih je bilo 528 hiš, 190 posesti, 294 koč, bilo je tudi 108 najemnikov. Občino je sestavljalo 19 naselij. Območje občine se je v glavnem delilo na dva različna dela. Prvi del je obsegal jugovzhodni del Sorškega polja, ki je pretežno ravninski svet in tako ugoden za poljedelstvo. Na severnih predelih Sorškega polja se nahajajo velika gozdna območja. Na tem območju so bila naselja velika, strnjena in gosta. Ob sotočju rek Save in Sore se sorška ravnina prične zoževati. Na tem območju sta prečkala Savo gorenjska železnica in državna cesta, na katero so se navezovale številne lokalne ceste. Prometno vozlišče je ugodno vplivalo na razvoj obrti in industrije, ki je večinoma izrabljala vodne potenciale rek Save in Sore. Drugi predel občine je hribovit, obsegal je severovzhodni del Polhograjskih dolomitov do razvodja proti Gradaščici. Hribovje je bilo večinoma slabo poseljeno in gospodarsko neaktivno zaradi slabih prometnih povezav in geografskih danosti. V občini je bila razvita papirna industrija, žagarstvo, proizvodnja in predelovanje olja, bili so tudi manjši zametki rudarstva. V kmetijski panogi so kmetje najbolj trgovali s svinjami in perutnino. V samem kraju Medvode se je nahajala žandarska postaja, zdravstveni dom, strelsko društvo in poštna služba. Kraj je imel tudi električno razsvetljavo, vodovod in plinsko omrežje. Za občino in hribovske vasice sta pomembno dodatno pridobitno dejavnost predstavljala izletništvo in smučarstvo, s središčem pri Sv. Katarini v Topolu.

## Obdobje po drugi svetovni vojni
Eden izmed prvih zakonov, ki je bil sprejet po 2. svetovni vojni in je urejal vprašanje teritorialne razdelitve, je bil Zakon o upravni razdelitvi federalne Slovenije. Zakon je ozemlje Slovenije razdelil na pet okrožij, republiško glavno mesto Ljubljana pa je bilo razdeljeno na deset mestnih četrti.
Meseca februarja 1948 je bil sprejet novi Zakon o upravni razdelitvi Ljudske republike Slovenije. V skladu z zakonom je bilo ozemlje Slovenije razdeljeno na glavno mesto Ljubljana, 29 okrajev in 1264 krajev. V istem letu je bil opravljen tudi popis prebivalstva. V okraju Ljubljana okolica, kamor so spadale Medvode, je, v 63-ih krajih oz. na površini 112.622 hektarjev, živelo 61.782 prebivalcev. V okraju je bilo 59 krajevnih ljudskih odborov, hkrati pa je bila predlagana tudi uvedba 23-ih občin. V vsaki izmed predlaganih občin bi v povprečju živelo 2.680 prebivalcev.
Zakon o razdelitvi Ljudske republike Slovenije, ki je bil sprejet leta 1952, je uzakonil ponovno uvedbo občin. Z navedenim zakonom je prišlo do pomembnih sprememb v ozemeljski oz. teritorialni razdelitvi Slovenije, saj je le-ta predvidel ponovno upravno delitev na mesta, okraje in občine. Kot mesta so bila opredeljena: Ljubljana (z ožjim mestnim območjem ter občinama Polje in Šentvid), Maribor (razdeljen na ožje mestno območje in na občino Kamnica) ter Celje. Okrajev je bilo skupaj 19, občin pa 386 (vključno z mesti Ljubljana, Maribor in Celje ter devetimi občinami, ki so bile takrat v okviru cone B Svobodnega tržaškega ozemlja). Občina Medvode je upravno spadala pod okraj Ljubljana okolica. V okraju je živelo 119.873 prebivalcev, v Medvodah pa 5.327 prebivalcev.
Sredi leta 1955 se je v Federativni ljudski republiki Jugoslaviji pričelo obsežno spreminjanje lokalnih občinskih struktur oz. občinske samouprave. Osnovni cilj novih zakonskih predlogov je bilo oblikovanje Komunalnega sistema, v katerem bi občina oz. komuna predstavljala temelj političnega sistema v državi.
Tako je Ljudska skupščina Ljudske republike Slovenije, 28. junija 1955, sprejela novi zakon o upravni razdelitvi Slovenije. V skladu z novo upravno razdelitvijo je občina Medvode spadala pod okraj Ljubljana. Okraj Ljubljana je obsegal 271.320 hektarjev in po velikosti je spadal med največje okraje v Ljudski republiki Sloveniji. Prav tako je v omenjenem okraju živelo 277.868 prebivalcev, kar je zopet bilo največ izmed vseh okrajev. V 130 občinah je povprečno živelo po 11.600 prebivalcev, v občini Medvode pa 6.800 prebivalcev. Z zakonom je občina Medvode dobila teritorialni obseg, ki bi povsem ustrezal današnji velikosti občine.
Leta 1964 je bil sprejet Zakon o območjih okrajev in občin v Socialistični republiki Sloveniji. Z zakonom so bili uzakonjeni štirje okraji: Celje, Koper, Ljubljana in Maribor. V navedenih okrajih je bilo skupaj 62 občin, med katerimi ni bilo občine Medvode, saj je bila leto poprej priključena občini Ljubljana-Šiška. Tako v letih 1963-1995 občina Medvode ni obstajala.
Zakon o območjih okrajev in občin v Socialistični republiki Sloveniji, ki je bil sprejet leta 1964, je z manjšimi dodelavami in popravki veljal razmeroma dolgo časa. Zakon je prenehal veljati leta 1980, saj je Skupščina Socialistične republike Slovenije, 5. novembra 1980, sprejela nov Zakon o postopku za ustanovitev, združitev oziroma spremembo območja občine ter o območjih občine. V skladu z zakonom je bilo tako na ozemlju Slovenije, vse do leta 1994, 65 občin, med katerimi je bila tudi občina Ljubljana Šiška, kamor so upravno spadale Medvode.
Območje dotedanje občine Medvode je bilo leta 1963 priključeno občini Ljubljana-Šiška, v okviru katere je že leta 1961 pristala občina Ljubljana-Šentvid. Pred 2. svetovno vojno je bilo ozemlje občine Ljubljana-Šiška razdeljeno med okraje oz. sreze Kamnik, Kranj, Ljubljana-okolica in Škofja Loka. Deloma je ozemlje omenjene občine spadalo tudi v mestno občino Ljubljana. Občina Medvode je, poleg občin Šmartno pod Šmarno goro in Šentvid, upravno spadala pod okraj oz. srez Ljubljana-okolica. Ozemlje občine Ljubljana-Šiška je leta 1963 merilo 155,97 km2. Občina je mejila na jugu na občini Ljubljana-Vič-Rudnik in Ljubljana-Center, na vzhodu na občini Ljubljana-Bežigrad in Domžale, na severu in zahodu na občino Kranj, na zahodu pa na občino Škofja Loka.

## V samostojni Sloveniji - ponovna uvedba občine Medvode
Z nastankom samostojne in neodvisne Republike Slovenije ter sprejetjem nove ustave je bila oblikovana podlaga za spremembo dotedanje državne in družbene ureditve. Tako je nastala osnova za ponovno uvedbo klasične lokalne samouprave zahodnoevropske različice, saj je ustava Republike Slovenije, kot eno izmed svojih temeljnih načel demokratične ureditve države, predvidela uvedbo lokalne samouprave. Uvedba lokalne samouprave je predstavljala eno izmed najpomembnejših ter hkrati najzahtevnejših nalog v državi, saj je njena uveljavitev predstavljala temeljito spremembo dotedanje državne ureditve.
Pred sprejetjem Zakona o ustanovitivi občin ter določitvi njihovih območij je 29. maja 1994, na okoli 3600 volilnih mestih po Sloveniji, potekal posvetovalni referendum za ustanovitev novih občin. Referenduma se je udeležilo 53,8 odstotka volilnih upravičencev od skupno 1.427.515 upravičencev. Slovenska zakonodaja in ustava je predvidevala oblikovanje novih občin, ki bi bile bistveno manjše, z manj pristojnostmi, zato pa bliže občanom.
Referendumsko območje za ustanovitev občine Medvode je obsegalo območja naselij: Belo, Brezovica pri Medvodah, Dol, Dragočajna, Golo Brdo, Goričane, Hraše, Ladja, Medvode, Moše, Osolnik, Rakovnik, Seničica, Smlednik, Sora, Spodnja Senica, Spodnje Pirniče, Studenčice, Tehovec, Topol pri Medvodah, Trnovec, Valburga, Vaše, Verje, Vikrče, Zavrh pod Šmarno Goro, Zbilje, Zgornja Senica, Zgornje Pirniče in Žlebe Na celotnem območju je prebivalo 12.710 prebivalcev v 4.087 gospodinjstvih. Na območju Medvod je bila volilna udeležba 55 odstotna, kar je bilo najmanj na vzhodnem obrobju Gorenjske. Prebivalci Medvod na referendumu niso podprli predloga glede ustanovitve občine Medvode.
Glede na to, da so bili rezultati referenduma nezavezujoči je Državni zbor Republike Slovenije, na seji 3. oktobra 1994, sprejel Zakon o ustanovitvi občin ter o določitvi njihovih območij. Z navedenim zakonom je bilo v Sloveniji ustanovljenih 147 občin, med katerimi je bilo 11 mestnih. Z zakonom je bila prav tako ponovno ustanovljena občina Medvode, ki je obsegala naslednje kraje oz. naselja: Belo, Brezovica pri Medvodah, Dol, Dragočajna, Golo Brdo, Goričane, Hraše, Ladja, Medvode, Moše, Osolnik, Rakovnik, Seničica, Setnica-del, Smlednik, Sora, Spodnja Senica, Spodnje Pirniče, Studenčice, Tehovec, Topol pri Medvodah, Trnovec, Valburga, Vaše, Verje, Vikrče. Zavrh pod Šmarno goro, Zbilje, Zgornja Senica, Zgornje Pirniče in Žlebe. V skladu z zakonom je bilo določeno, da je sedež občine Medvode v Medvodah ter da bo občinski svet sestavljen iz 22-ih občinskih svetnikov.

## Občina danes

### Lega občine Medvode
Medvode ležijo 12 km severozahodno od Ljubljane na nadmorski višini 316 m. V Medvodah je tudi stičišče cest, ki vodijo proti Ljubljani, Kranju in Škofji Loki, Vodicam in je tudi samo 12 km oddaljena od letališča Brnik. Občina obsega 78 km2 površin, kar jo med slovenskimi občinami uvršča na 87. mesto.

### Zgodovina
Medvode z bližnjo okolico so bile naseljene že zelo zgodaj, o čemer pričajo najdbe iz prazgodovinskih gradišč na Smledniškem hribu in v Polhograjskih dolomitih ter ostanki rimske ceste in grobov v Medvodah. Rimske najdbe pod Rakovnikom (Groblje) iz leta 1893 pričajo o rimski naselbini,še prej je bil pri cerkvi na Ladji najden zlatnik rimskega cesarja Valentiniana (321-375 ?). Leta 1897 je bilo najdeno rimsko grobišče z več kot 10 grobovi ob železniški progi na Ladji, na eni od obeh najdenih pridanih svetilk je napis »Fortis«.Pri gradnji elektrarne so leta 1957 našli bronasto tulasto sekiro. Po Valvasorju naj bi tu leta 1444 umrl neki 137 let star kmet, Schoenleben pa kraj omenja 1681 kot »Zwischen den Wassern«. Iz srednjega veka je znana mitnica, ki je še sredi 19. stoletja delovala na mostu čez Soro.
V darilni listini iz leta 989 je opisana meja gospostva Loka, vendar ni potekala do izliva v Savo, temveč je že pri vasi Gosteče prečila reko Soro in potekala do današnje Jeprce in potem po cesti Ljubljana-Kranj do Gašteja. Torej kraja Medvode takrat ni bilo. Kraj Medvode se je začel razvijati po letu 1500, prvič omenjan kot »Zwischen den Wässern« šele po letu 1580 (Stanovski arhiv in vicedomski arhiv v Arhivu Slovenije). Osnova razvoja vasi je bila postavitev mostu čez Soro leta 1491 (listine, Arhiv Slovenije)in mlin za žito (z gostilno). Mitnico so postavili meščani Kranja, ki so postavili tudi most.
Leta 1862 je kraj dobil c.k. pošto (poštar Lovrenc Kavčič).Od 14. decembra 1870 poteka preko Medvod tudi železniška proga Ljubljana - Jesenice Trbiž. Leta 1908 je postavljena tovarna olja, od 1923 last Mediča in Zankla, kasneje Color Arhivirano 2007-07-02 na Wayback Machine.. V letu 1934 je bila postavljena tekstilna tovarna Medič in Miklavc, 1938 pa tovarna posebnih mizarskih izdelkov, kasneje Sora.
Leta 1947 je bila ustanovljena tovarna plastičnih mas in tesnil Donit, tudi Tesnilka, od leta 1952 pa obratuje hidroelektrarna na Savi.
Število prebivalstva narašča, leta 1850 je v 14 hišah živelo 77 ljudi, leta 1900 v dvajsetih 164 in leta 1935 v 25 hišah naštejejo 270 prebivalcev. Za leto 1961 vemo, da je v 116 hišah živelo 1161 prebivalcev, za današnje stanje glej stolpec desno.
Leta 1845 je bil v občini Medvode, v vasici Zavrh pod Šmarno goro, tudi rojen Jakob Aljaž.

### Gospodarstvo
S postavitvijo potrebne infrastrukture (železnica, izgradnja cest ipd.) se je vzpodbudil razvoj industrije, kjer je vodilno vlogo imel obrat papirnice v Goričanah. Pred prvo svetovno vojno je v Medvodah začela delovati tovarna olja, nekoliko kasneje pa še tekstilna in mizarska tovarna. Navedene tovarne so skupaj z Donitom, ki je nastala šele po drugi svetovni vojni, predstavljale temelj sedanje industrije, ki je, razen goričanske papirnice, večinoma skoncentrirana ob sotočju rek Save in Sore. Večina prebivalstva se je, vse do sredine dvajsetega stoletja, preživljala z delom v medvoških in kranjskih tovarnah. Prav tako se je del prebivalstva ukvarjal s kmetijstvom, gozdarstvom in čebelarstvom ali pa z domačimi obrtmi, kot so kovaštvo, kolarstvo, sedlarstvo, ključavničarstvo, zidarstvo, čevljarstvo, krojaštvo, trgovina in gostinstvo. Na območju občine Medvode je bilo tudi veliko mlinov in žag, ne le ob rekah Savi in Sori, ampak tudi ob večjih potokih, predvsem v dolini Ločnice. V omenjeni dolini je obstajal tudi rudnik svinca in živega srebra v Knapovžah, ki je deloval še po drugi svetovni vojni. V Zbiljah pa je krajši čas deloval še manjši rudnik premoga. Izgradnja hidroelektrarne je predstavljala eno izmed najpomembnejših gospodarskih pridobitev. Prav tako občina Medvode postaja eno izmed privlačnejših turističnih središč, predvsem za domače turiste, ki večinoma prihajajo iz Ljubljane. Tako bi lahko rekli, da območje Medvod predstavlja nekakšna zelena vrata glavnega mesta Slovenije.

### Grb in zastava občine
Zaradi lege na sotočju reke Save in Sore, je bila za izhodišče grba izbrana vizualizacija sotočja obeh omenjenih rek. Kot nam pove že ime, se središče občine nahaja med vodami. Razpoznavni slikovni znak je upodobljen na belem ščitnem polju. Je v obliki črke Y, ki ponazarja obliko sotočja Save in Sore. Obe reki sta na grbu upodobljeni s svojim odtenkom modre barve. Barvni trakovi so rahlo upognjeni, in sicer tako, da ponazarjajo gibanje vode in prispodobo lokacije. Iz prepleta dveh modrih barv je ponazorjeno zlitje ene reke v drugo.
Zastava občine Medvode je pokončne pravokotne oblike. Na njej je, v zgornji četrtini pravokotnika, upodobljen grb občine Medvode. Na preostalih treh četrtinah površine je upodobljen povečan izsek prepleta na grbu. Povsod, kjer je postavljen občinski grb, je izobešena tudi zastava. Uporabo grba in zastave ureja poseben odlok.

### Statistični podatki za leto 2016
Sredi leta 2016 je imela občina približno 16.120 prebivalcev (približno 7.950 moških in 8.170 žensk). Po številu prebivalcev se je med slovenskimi občinami uvrstila na 32. mesto. Na kvadratnem kilometru površine občine je živelo povprečno 208 prebivalcev, torej je bila gostota naseljenosti tu večja kot v celotni državi (102 prebivalca na km2). Število živorojenih je bilo višje od števila umrlih. Število tistih, ki so se iz te občine odselili, je bilo nižje od števila tistih, ki so se vanjo priselili. Selitveni prirast na 1.000 prebivalcev v občini je bil torej pozitiven, znašal je 11,3. Seštevek naravnega in selitvenega prirasta na 1.000 prebivalcev v občini je bil pozitiven, znašal je 12,7 (v Sloveniji 0,8).
Povprečna starost občanov je bila 42,5 leta in tako nižja od povprečne starosti prebivalcev Slovenije (42,9 leta). Med prebivalci te občine je bilo število najstarejših – tako kot v večini slovenskih občin – večje od števila najmlajših: na 100 oseb, starih 0–14 let, je prebivalo 117 oseb starih 65 let ali več. To razmerje pove, da je bila vrednost indeksa staranja za to občino nižja od vrednosti tega indeksa za celotno Slovenijo (ta je bila 125). Pove pa tudi, da se povprečna starost prebivalcev te občine dviga v povprečju počasneje kot v celotni Sloveniji. Podatki po spolu kažejo, da je bila vrednost indeksa staranja za ženske v vseh slovenskih občinah višja od indeksa staranja za moške. V občini je bilo – kar je značilnost le redkih slovenskih občin – med ženskami manj takih, ki so bile stare 65 let ali več, kot takih, ki so bile stare manj kot 15 let; pri moških pa je bila slika ravno obrnjena. Med osebami v starosti 15 do 64 let (tj. med delovno sposobnim prebivalstvom) je bilo približno 63 % zaposlenih ali samozaposlenih oseb (tj. delovno aktivnih), kar je več od slovenskega povprečja (60 %). Med aktivnim prebivalstvom občine je bilo v povprečju 8,6 % registriranih brezposelnih oseb, to je manj od povprečja v državi (11,2 %). Med brezposelnimi je bilo tu – drugače kot v večini slovenskih občin – enako brezposelnih moških kot žensk. Povprečna mesečna plača na osebo, zaposleno pri pravnih osebah, je bila v tej občini v bruto znesku za približno 7 % nižja od letnega povprečja mesečnih plač v Sloveniji, v neto znesku pa za približno 5 %. V 2015 je bilo v občini 365 stanovanj na 1.000 prebivalcev. Približno 70 % stanovanj je imelo najmanj tri sobe (tj. tri ali več). Povprečna uporabna površina stanovanja je bila 94 m2. Vsak drugi prebivalec v občini je imel osebni avtomobil (53 avtomobilov na 100 prebivalcev); ta je bil v povprečju star 10 let.

### Izobraževanje
V občini Medvode je v šolskem letu 2017/2018 735 otrok obiskovalo vrtec. Od naveden številke je bilo 372 deklic in 363 dečkov. V občini Medvode deluje javno-izobraževalni zavod Vrtec Medvode, ki izvaja javno veljavni program za predšolske otroke. Vrtec Medvode se deli na osem enot (enota Ostržek, enota Medvoška, enota Pirniče, enota Preska, enota Smlednik, enota Novi Smlednik, enota Senica, enota Sora).
V šolskem letu 2017/2018 je v občini Medvode osnovno šolo obiskovalo 1525 učencev. V Medvodah delujejo štiri osnovne šole (OŠ Medvode, OŠ Pirniče, OŠ Simona Jenka in OŠ Preska). Osnovna šola Preska ima poleg matične osnovne šole še dve podružnični osnovni šoli, in sicer Podružnično osnovno šolo Topol in Podružnično osnovno šolo Sora. V občini deluje tudi Glasbena šola Franca Šturma.

## Naselja v občini
Belo, Brezovica pri Medvodah, Dol, Dragočajna, Golo Brdo, Goričane, Hraše, Ladja, Medvode, Moše, Osolnik, Preska, Rakovnik, Seničica, Setnica, Smlednik, Sora, Spodnja Senica, Spodnje Pirniče, Studenčice, Tehovec, Topol pri Medvodah, Trnovec, Valburga, Vaše, Verje, Vikrče, Zavrh pod Šmarno Goro, Zbilje, Zgornja Senica, Zgornje Pirniče, Žlebe

## Najbolj obiskani kraji v občini Medvode
- Šmarna gora
- Zbiljsko jezero
- Medvoško-Polhograjsko hribovje (najvišji Tošč s 1021 m)
- Grad Smlednik